# Kamimuria longispina
Kamimuria longispina är en bäcksländeart som beskrevs av Wu, C.F. 1948. Kamimuria longispina ingår i släktet Kamimuria och familjen jättebäcksländor. Inga underarter finns listade i Catalogue of Life.